# Большесейский сельсовет
Большесейский сельсовет — сельское поселение в Таштыпском районе Хакасии.
Административный центр — село Большая Сея.

## История
Статус и границы сельского поселения установлены Законом Республики Хакасия от 15 октября 2004 года № 73 «Об утверждении границ муниципальных образований Таштыпского района и наделении их соответственно статусом муниципального района, сельского поселения»

## Население
| 2002 | 2010  | 2012 | 2013 | 2014 | 2015 | 2016 |
| ---- | ----- | ---- | ---- | ---- | ---- | ---- |
| 1028 | ↘1006 | ↘998 | ↘986 | ↘958 | ↘951 | ↘937 |
| 2017 | 2018  | 2019 | 2020 | 2021 |      |      |
| ↘905 | ↘877  | ↘874 | ↘848 | ↗886 |      |      |

## Состав сельского поселения
В состав сельского поселения входят 5 населённых пунктов:
| № | Населённый пункт | Тип населённого пункта       | Население |
| - | ---------------- | ---------------------------- | --------- |
| 1 | Большая Сея      | село, административный центр | ↘433      |
| 2 | Верхняя Сея      | деревня                      | ↗242      |
| 3 | Иничул           | деревня                      | ↘1        |
| 4 | Малая Сея        | деревня                      | ↗291      |
| 5 | Шепчул           | деревня                      | ↘39       |

## Местное самоуправление
Администрация
с. Большая Сея, Советская,  15
Глава администрации
- Куюков Иннокентий Федорович